# Samuel Granowsky
Samuel Granowsky, né à Ekaterinoslav (aujourd'hui Dnipro) en Ukraine le 5 octobre 1882 (17 octobre dans le calendrier grégorien) (ou en 1889) et assassiné à Auschwitz en Pologne occupée en 1942, est un artiste peintre, graphiste et sculpteur français.

## Biographie
Samuel Solomonovitch Granowsky naît dans une famille d'agriculteurs juifs ukrainiens.
Il étudie la peinture à l'École des beaux-arts d'Odessa, dès 1901 mais interrompt ses études pour effectuer son service militaire dans le cadre de la guerre russo-japonaise (1904-1905). À Munich en Allemagne, en 1908, il poursuit ses études artistiques.

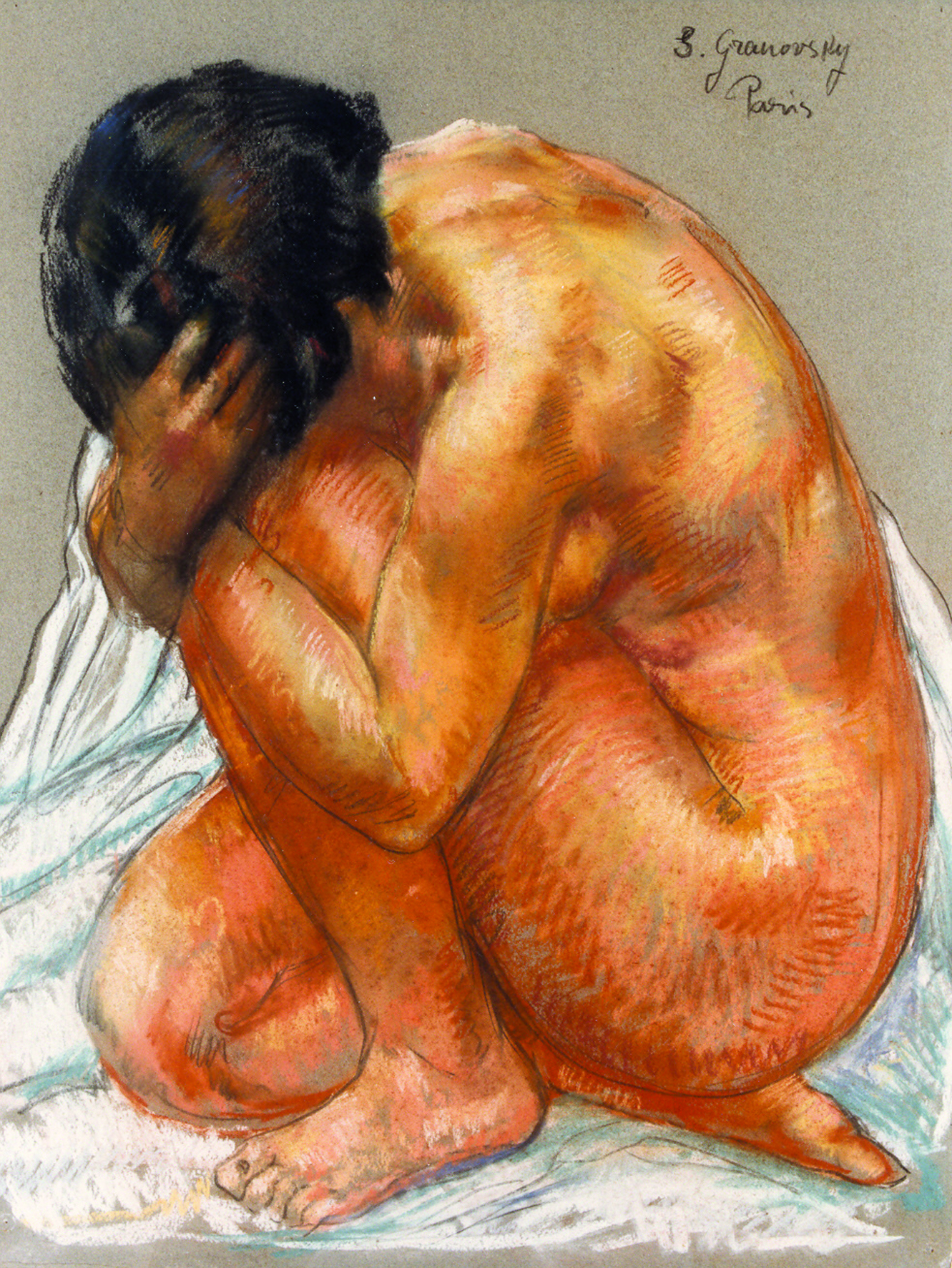
Nu accroupi, pastel sur papier, Coll. Musée de la Loire

Il s'installe à Paris l'année suivante. Pour gagner sa vie, il pose comme modèle à l’Académie de la Grande Chaumière, fait des ménages à la brasserie de La Rotonde,. Il fréquente le quartier du Montparnasse où il se fait remarquer en montant à cheval avec un chapeau texan sur la tête, hérité d'un tournage où il était figurant, d'où son surnom de « cowboy de Montparnasse »,.
il retourne à Odessa au début de la Première Guerre mondiale. 
Peintre figuratif rattaché à l'École de Paris, il s'intéresse aux scènes de la vie parisienne, au folklore russe, portraits, nus, animaux, foires, des musiciens parcourent son œuvre, exécutés au pastel, sépia, sanguine ou au couteau. Il crée également des sculptures abstraites. 
Dans les années 1920, il vit à Paris. Il est membre de plusieurs groupes d'artistes dont l'Union des artistes russes en France. En 1923, avec Sonia Delaunay, il conçoit la production d'une pièce dadaïste  de Tristan Tzara ; il fait une couverture de collage pour un livre d'Ilia Zdanevich (« Iliazd »). Il est l'auteur du portrait de Vladimir Mayakovski, utilisé dans aux éditions françaises Aux Portes de France du poème « Le Nuage en pantalon » de 1947,. 
Habitant Paris, il est arrêté le 17 juillet 1942 par la police française au cours de la rafle du Vél d'Hiv. Interné au camp de Drancy, il est déporté et meurt assassiné au camp d'extermination d'Auschwitz. 

## Expositions
Il participe au Salon des Indépendants (1908-1910, 1918, 1921-1923, 1925-1929) et au Salon d'Automne (1912-1913, 1920-1922, 1924-1927, 1929-1938). Il expose avec « Les Cent du Parnasse » et avec d'autres artistes russes à Londres (Whitechapel, 1921), également et à Paris (galerie La Licorne, 1923 ; café Port-Royal, 1924 ; café La Rotonde, 1925 ; galerie Zak, 1936). Il participe aux expositions « Salon du franc » au palais Galliera, (1926) et à la Société des Artistes de Montparnasse « La Horde » à la salle Varenne (1927).
En 1955, ses œuvres sont présentées à Paris à la galerie Zak à l'exposition des « Peintres et sculpteurs morts en déportation » et en 1961 à l'exposition « Artistes russes de l'École de Paris » à la Maison de la pensée française (sise à l'hôtel de Hirsch). En 1968, il est présenté à l'exposition commémorative « Les artistes juifs ayant péri durant la Shoah » au Musée des beaux-arts de Tel Aviv, en 2001 à l'exposition « École de Paris. Artistes juifs à Paris (1905-1939) », et en 2006 à l'exposition « Les Parisiens d'Odessa » à Ramat Gan (Israël).